# Hypaedalea lobopennis
Hypaedalea lobopennis är en fjärilsart som beskrevs av Embrik Strand 1913. Hypaedalea lobopennis ingår i släktet Hypaedalea och familjen svärmare. Inga underarter finns listade i Catalogue of Life.